# Austrolimnophila proximata
Austrolimnophila proximata är en tvåvingeart som först beskrevs av Alexander 1926.  Austrolimnophila proximata ingår i släktet Austrolimnophila och familjen småharkrankar. Inga underarter finns listade i Catalogue of Life.